# Sorba Thomas
Sorba Thomas, né le 25 janvier 1999 à Newham en Angleterre, est un footballeur international gallois qui évolue au poste d'ailier droit à Stoke City.

## Biographie

### Carrière en club
Né à Newham en Angleterre, Sorba Thomas commence sa carrière à Boreham Wood.
Le 13 janvier 2021, Sorba Thomas rejoint Huddersfield Town où il signe un contrat courant jusqu'en juin 2024,. Il joue son premier match sous ses nouvelles couleurs le 13 février 2021 contre le Wycombe Wanderers FC, en championnat. Il entre en jeu à la place d'Isaac Mbenza et son équipe s'incline par trois buts à deux.
Le 28 août 2021, Thomas inscrit son premier but pour Huddersfield, lors de la réception du Reading FC, en championnat. Il participe ainsi à la large victoire de son équipe ce jour-là (4-0),. Il est élu joueur du mois de l'EFL Championship en août 2021,.
Par la suite, le 26 décembre 2021, il inscrit son premier doublé en Championship lors de la réception de Blackpool, permettant à son équipe de s'imposer sur le score de 3-2.
Le 19 mai 2022, Sorba Thomas signe un nouveau contrat avec Huddersfield le liant au club jusqu'en juin 2026,.
Le 25 janvier 2023, Thomas est prêté à Blackburn Rovers, autre club de Championship, pour le reste de la saison.
Thomas fait son retour à Huddersfield pour la saison 2023-2024. Il se fait notamment remarquer le 16 septembre 2023, lors de la sixième journée de championnat face au Rotherham United, en délivrant une passe décisive pour Josh Koroma (en) sur l'ouverture du score, avant de marquer le deuxième but de son équipe (victoire 2-0 d'Huddersfield),.
Le 30 juillet 2024, le FC Nantes officialise l'arrivée de Sorba Thomas en prêt avec option d'achat.
Le 30 juin 2025, Sorba Thomas est transféré à Stoke City (Championship) contre un montant qui n'est pas dévoilé.

### En sélection
En septembre 2021, il est convoqué pour la première fois avec l'équipe nationale du Pays de Galles par le sélectionneur Rob Page. Le 8 octobre 2021, il honore sa première sélection lors de ce rassemblement, à l'occasion d'un match face à la Tchéquie, lors des éliminatoires du mondial 2022. Il entre en jeu à la place de Neco Williams lors de cette rencontre où les deux équipes se neutralisent (2-2 score final),.
Le 9 novembre 2022, il est sélectionné par Rob Page pour participer à la Coupe du monde 2022.

## Statistiques
| Saison                | Club                  | Championnat           | Championnat | Championnat | Coupe(s) nationale(s) | Coupe(s) nationale(s) | Total | Total |
| Saison                | Club                  | Division              | M.          | B.          | M.                    | B.                    | M.    | B.    |
| 2017-2018             | Boreham Wood          | 5                     | 5           | 0           | 3                     | 0                     | 8     | 0     |
| 2018-2019             | Boreham Wood          | 5                     | 32          | 0           | 5                     | 0                     | 37    | 0     |
| 2019-2020             | Boreham Wood          | 5                     | 34          | 5           | 2                     | 0                     | 36    | 5     |
| 2020-2021             | Boreham Wood          | 5                     | 10          | 3           | 4                     | 0                     | 14    | 3     |
| Sous-total            | Sous-total            | Sous-total            | 81          | 8           | 14                    | 0                     | 95    | 8     |
| 2017-2018             | Cheshunt FC           | 8                     | 2           | 0           | 0                     | 0                     | 2     | 0     |
| 2020-2021             | Huddersfield Town     | 2                     | 7           | 0           | 0                     | 0                     | 7     | 0     |
| 2021-2022             | Huddersfield Town     | 2                     | 46          | 3           | 5                     | 0                     | 51    | 3     |
| 2022-2023             | Huddersfield Town     | 2                     | 23          | 0           | 2                     | 0                     | 25    | 0     |
| 2023-2024             | Huddersfield Town     | 2                     | 30          | 4           | 1                     | 0                     | 31    | 4     |
| Sous-total            | Sous-total            | Sous-total            | 106         | 7           | 8                     | 0                     | 114   | 7     |
| 2022-2023             | Blackburn Rovers      | 2                     | 17          | 0           | 0                     | 0                     | 17    | 0     |
| 2024-2025             | FC Nantes             | 1                     | 0           | 0           | 0                     | 0                     | 0     | 0     |
| Total sur la carrière | Total sur la carrière | Total sur la carrière | 206         | 15          | 22                    | 0                     | 228   | 15    |